# Troisième secteur de Marseille
Le IIIe secteur de Marseille comprend les 4e et le 5e arrondissements de la ville.

## Histoire
La loi n°75-1333 du 31 décembre 1975 regroupe les arrondissements de Marseille pour l'élection du conseil municipal : le IIIe secteur est alors composé des 6e et le 7e arrondissements.
La loi PLM de 1982 dote les secteurs de conseils et maires élus. Le IIIe secteur est déplacé vers l'est et comprend les 5e, 10e, 11e et 12e arrondissements.
Les secteurs sont de nouveau redécoupés en 1987 : le IIIe secteur prend alors sa composition actuelle, au centre de la ville, avec les 4e et 5e arrondissements.

## Politique
Le conseil du IIIe secteur compte 33 membres, dont 11 siègent également au conseil municipal de Marseille.
Le secteur est considéré comme le « secteur clé » pour les élections municipales, celui dont la bascule peut entrainer une majorité au conseil municipal.
| Élection | Arrdt.              | Nom                                       | Parti | Parti    |
| -------- | ------------------- | ----------------------------------------- | ----- | -------- |
| 1983     | 5e, 10e, 11e et 12e | Michel Pezet                              |       | PS       |
| 1989     | 4e et 5e            | Guy Massias                               |       | PS diss. |
| 1995     | 4e et 5e            | Bruno Gilles                              |       | RPR      |
| 2001     | 4e et 5e            | Bruno Gilles                              |       | RPR      |
| 2008     | 4e et 5e            | Bruno Gilles                              |       | UMP      |
| 2014     | 4e et 5e            | Bruno Gilles puis Marine Pustorino (2017) |       | LR       |
| 2020     | 4e et 5e            | Didier Jau                                |       | EELV     |